# 物部麁鹿火
物部 麁鹿火（もののべ の あらかひ/あらかい）は、古墳時代の豪族。物部麻佐良の子。

## 経歴
麁鹿火の大連初任の時期は不明だが、『日本書紀』の武烈即位前紀に大連として初めて名が現れる。武烈天皇の崩御後、継体天皇の擁立を働きかけ、その即位後に大伴金村と共に再び大連に任ぜられる。継体天皇6年（512年）12月、百済へ任那四県の割譲の際、麁鹿火は百済の使者に割譲の容認を伝える宣勅使となるが、妻からの諫めにより考えを改め、病と称してその役を辞退する。同21年（527年）6月、九州北部で反乱を起こした筑紫国造磐井の征討将軍に就任、天皇から筑紫以西の統治を委任された。翌年11月に筑紫三井郡にて磐井を破って処刑し、磐井の乱を平定した。その後の安閑天皇・宣化天皇の代にも大連を務め、宣化天皇元年（536年）7月に没する。
『古事記』にも物部荒甲の表記で記述され、金村と共に竺紫君石井（磐井）討伐の任に当たったことが見える。『新撰姓氏録』によると後裔に高岳首らの氏族がいる。

## 系譜
- 父：物部麻佐良
- 母：須羽直（すわのあたい）女・妹古
- 妻：不詳
- 生母不明の子女
  - 男子：物部磐弓 - 石弓若子（いわゆみわくご）[2]
  - 男子：物部毛等 - 毛等若子（もとわくご）[2]
  - 女子：物部影媛 - （かげひめ）[5]